# Mamá María
Mamá María (título original en francés: La Daronne) es una película francesa de 2020 dirigida por Jean-Paul Salomé de género comedia y policíaco. Se basa en la novela negra La Madrina, de Hannelore Cayre, que ganó el Gran premio de la literatura policíaca en 2017. La protagonizan Isabelle Huppert, quien encarna a una mujer franco-árabe que trabaja como intérprete para la brigada de estupefacientes, e Hippolyte Girardot, su superior, comandante de la brigada.

## Sinopsis
Patience Portefeux es una mujer viuda, con dos hijas y una madre en una residencia de ancianos. Trabaja de intérprete judicial franco-árabe especializada en las escuchas telefónicas para la brigada de estupefacientes donde mantiene una relación sentimental con el comandante de policía que dirige la unidad. Durante una investigación descubre que uno de los traficantes es el hijo de la entregada enfermera que cuida de su madre. Decide encubrirle y se hace con una tonelada de cannabis que decide vender por su cuenta convirtiéndose en camello, pero conservando su trabajo en la brigada antidroga. Sus compañeros policías dan el mote de La Daronne en francés, o «Mamá María» en español, a la misteriosa mujer recién llegada al mundo de la droga. Mientras tanto inicia una amistad con su vecina china.

## Reparto
- Isabelle Huppert: Patience Portefeux
- Hippolyte Girardot: Philippe
- Farida Ouchani:  Khadidja
- Liliane Rovère: la madre de Patience
- Rachid Guellaz: Scotch
- Mourad Boudaoud: Chocapic
- Iris Bry: Hortense Portefeux
- Jade Nadja Nguyen: Colette Fo
- Rebecca Marder: Gabrielle Portefeux
- Abbes Zahmani: Mohamed
- Yann Sundberg: Fredo
- Léonore Confino: directora de la residencia de ancianos
- Salah Maouassa: Reda

## Estreno
Su entreno estaba previsto para el 25 de marzo de 2020 en Francia, pero se retrasó al mes de septiembre debido a la pandemia de COVID-19. En España se estrenó en abril de 2021 en la sección oficial del Festival Internacional de Cine de Barcelona-Sant Jordi (BCN FILM FEST).

## Sobre la película
Para que los diálogos y la manera de trabajar fueran más realistas, Jean-Paul Salomé contactó con policías e intérpretes de la brigada de estupefacientes que le aconsejaron. Uno de ellos se encargó de las traducciones al árabe. Isabelle Huppert aprendió foneticámente sus frases en árabe. La película se rodó en el distrito XX de París, entre los barrios de Belleville y Ménilmontant donde reside el director.